# Moorwettern (Süderelbe)
Die Moorwettern ist eine Wettern in den Hamburger Stadtteilen Gut Moor, Neuland und Harburg. Sie beginnt in der Nähe der Hörstener Straße und fließt über den Diamantgraben in die Süderelbe. Die Moorwettern in Hamburg-Harburg entwässert dabei den gesamten Moorbereich Gut Moor und Umgebung.

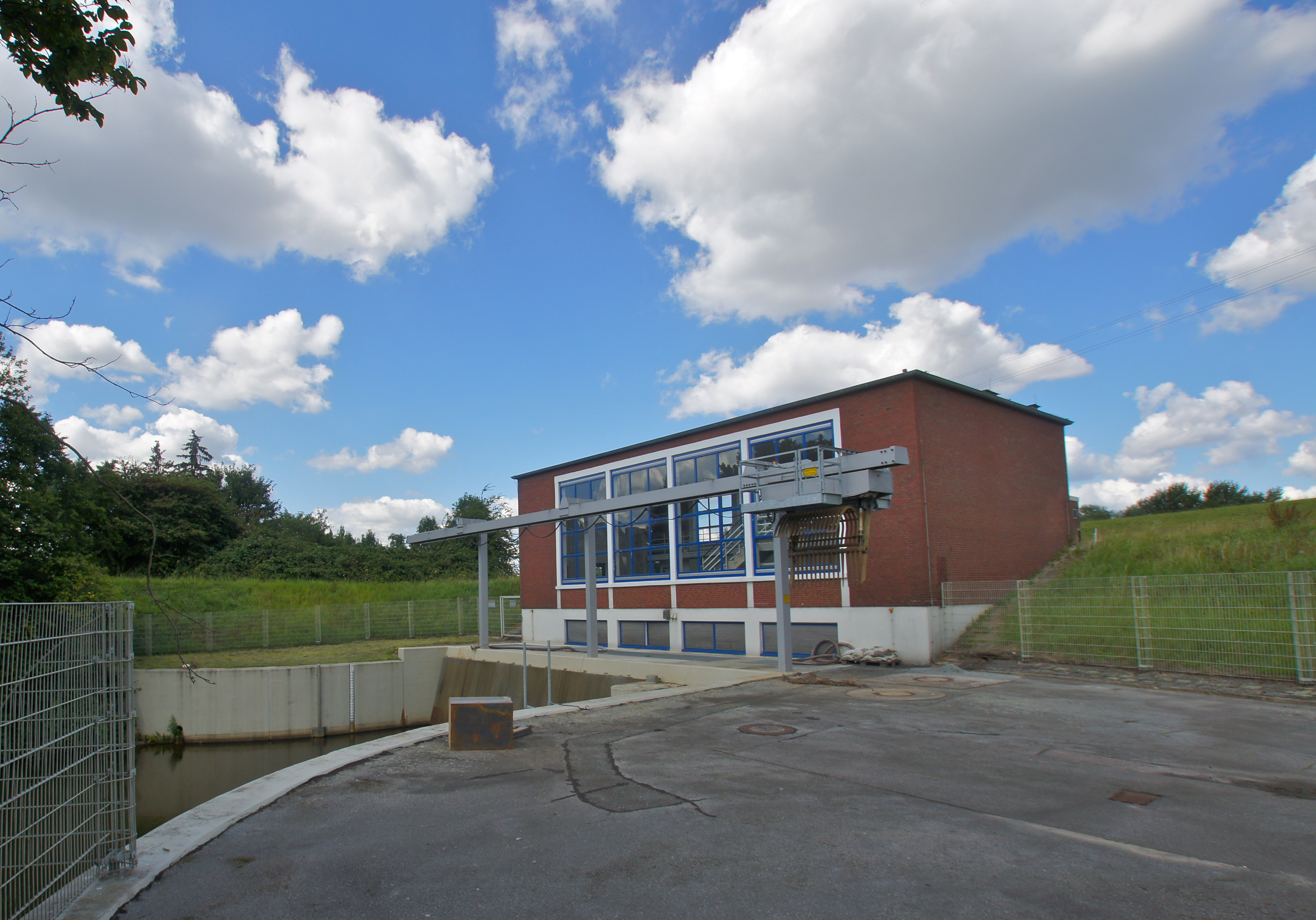
Pumpstation am Diamantgraben
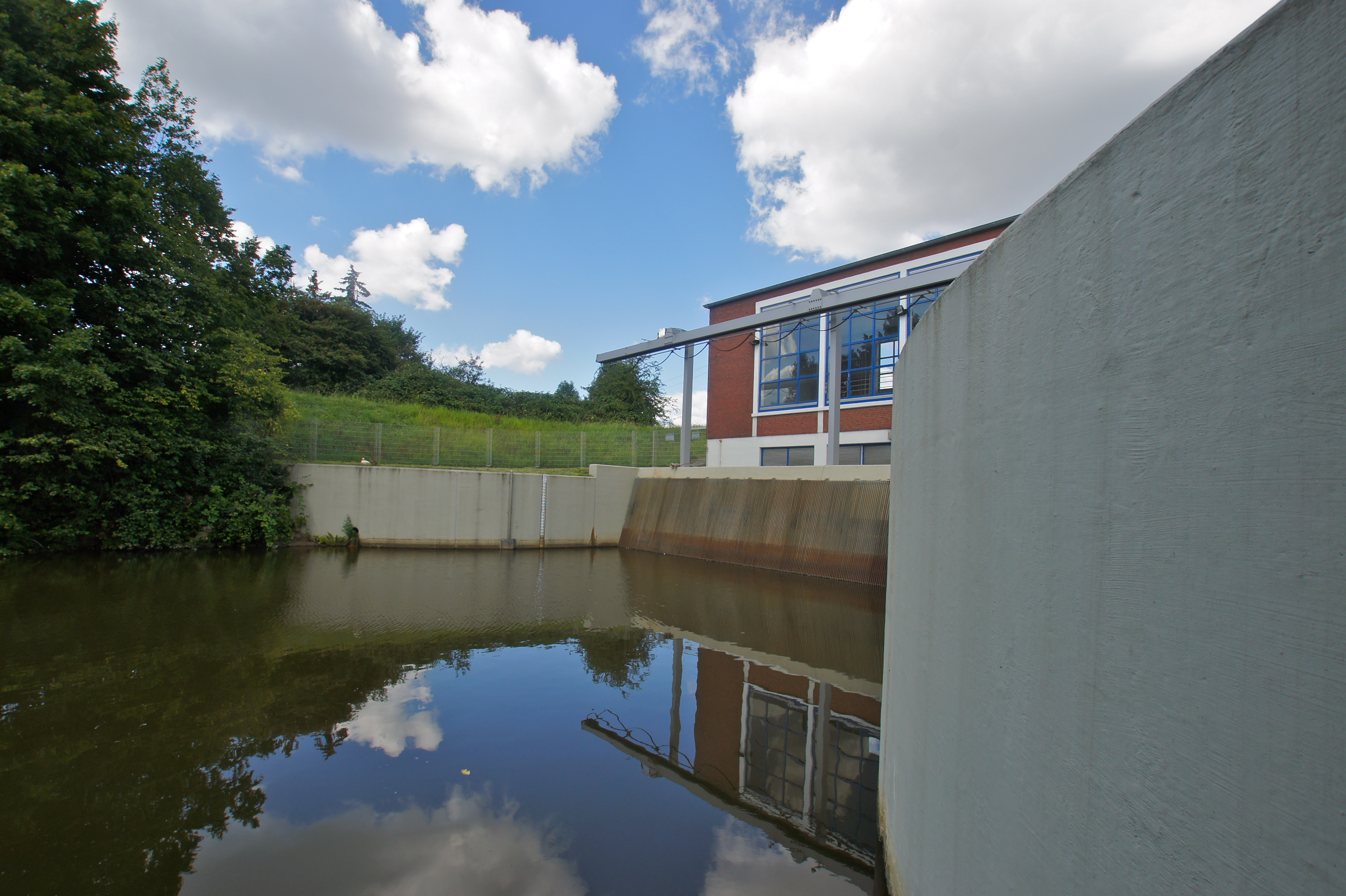
Schleuse
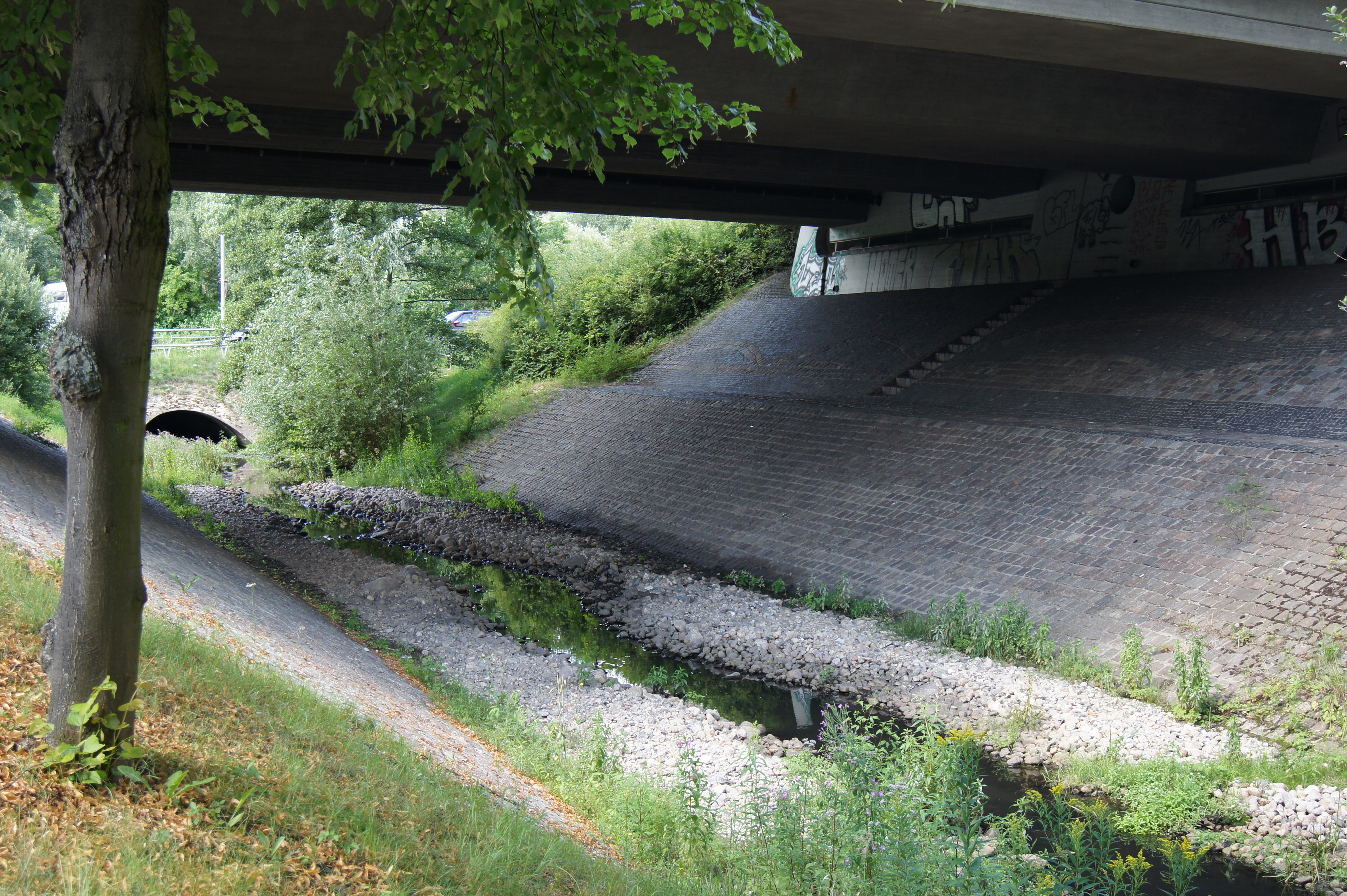
Die Moorwettern unter der Walter-Dudek-Brücke in Harburg
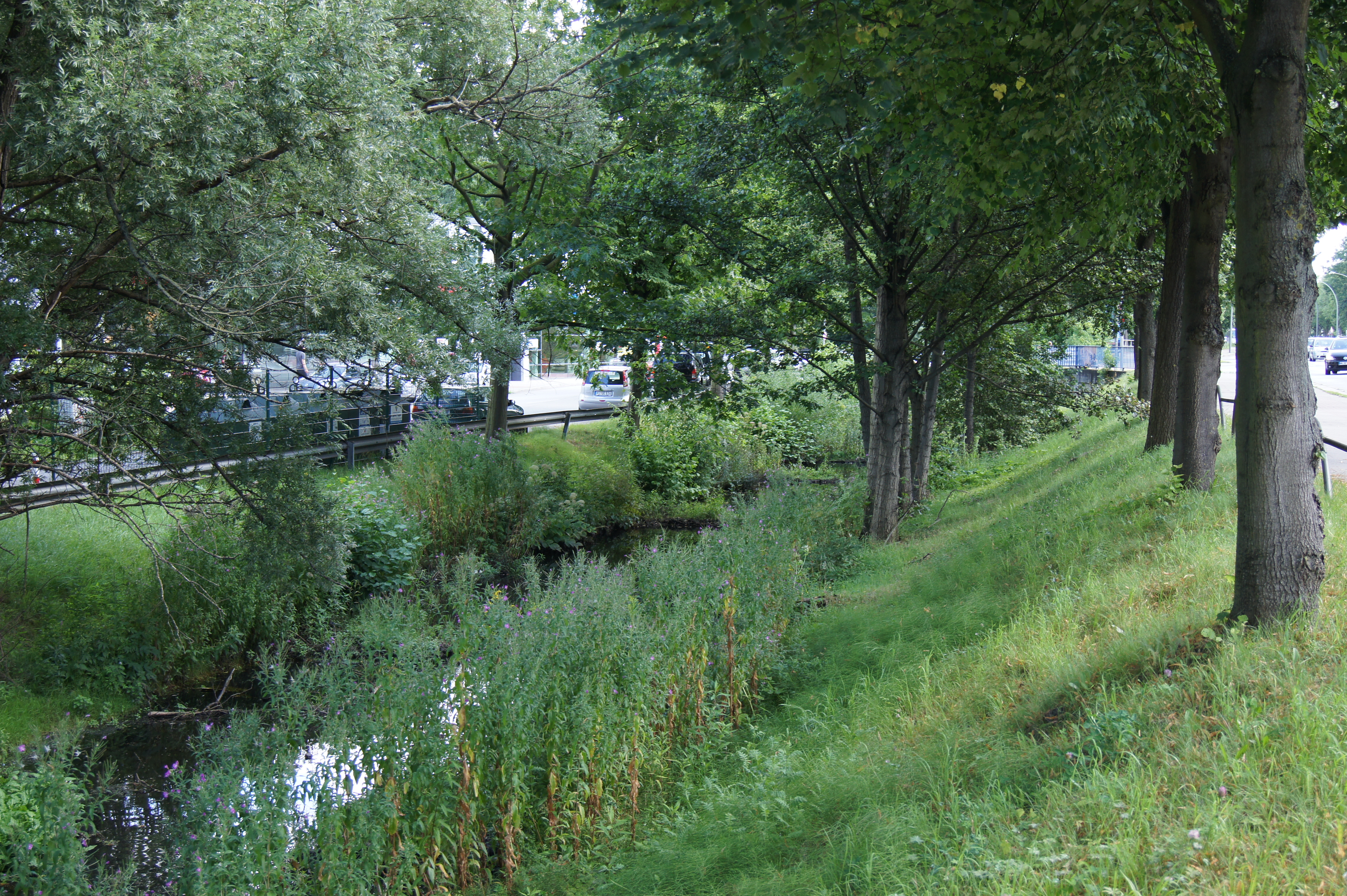
An der Hörstener Straße im Phoenix-Viertel